# Stará škola v Liboci
Stará škola v Liboci v Praze stojí v ulici Libocká severně od kostela svatého Fabiána a Šebestiána. Je chráněna jako nemovitá kulturní památka České republiky.

## Historie
Škola je postavena v klasicistním a novorenesančním stylu. Vznikla rozšířením staršího objektu koncem 80. let 19. století.

## Popis
Jednopatrová budova stojí nad prudce klesajícím svahem, kde má plně odkrytý suterén. Je složena z dvoutraktového a jednotraktového křídla. Průčelí čelního křídla je nepravidelně sedmiosé. Na dvou posledních osách, které jsou již na mladším přístavku, je na fasádě plochý rizalit.
Okna mají profilované šambrány, které jsou v přízemí v levých osách chráněny rovnými římsami. Portál ve třetí ose zleva a obě okna na rizalitu nesou trojúhelné frontony. V portálu je osazen klasicistní neprofilovaný kamenný portálek s nadsvětlíkem.
Starší levá boční fasáda je o třech osách. Prolamují ji okna s bohatě pozdně klasicistně profilovanými šambránami. Pravá boční fasáda je mladší, sedmiosá, a je spojená s částečně nově vybudovaným pravým křídlem. Ve zvýšeném 1. podlaží při klesajícím terénu jsou osy vybaveny trojúhelnými frontony.
Využití starších konstrukcí se projevuje v nepravidelnosti fasády. Mladšího původu je dvorní přízemní stavení, řešení dvorního vchodu je novodobé.

## Další informace
Ve škole byl ředitelem Jan Zelenka-Hajský, člen Sokola, který zemřel 17. června 1942 ve svém pražském bytě v Biskupcově ulici při pokusu gestapa jej zatknout. Na domě je pamětní deska s nápisem:
```
„Zde mládež učil a vychovával ředitel Jan Zelenka-Hajský. Dne 11.VI.1942 obětoval život pro vlast.“
[
1
]
[
2
]
```